# La Montagne du dieu cannibale
Pour plus de détails, voir Fiche technique et Distribution.
La Montagne du dieu cannibale (La montagna del dio cannibale) est un film italien réalisé par Sergio Martino, sorti en 1978. 
On y trouve dans les rôles principaux Ursula Andress et Stacy Keach. Au Royaume-Uni le film a été interdit jusqu'en 2001 pour sa violence graphique et considéré comme « video nasty. »

## Synopsis
Dans la jungle de la Nouvelle-Guinée, Susan Stevenson (Ursula Andress) essaie de retrouver son époux Henry, un anthropologue qui a disparu. Dans ce but elle et son frère Arthur s'assurent les services du professeur Edward Foster (Stacy Keach), qui pense que son mari pourrait s'être dirigé vers une montagne appelée Ra Ra Me et située juste au large de la côte sur l'île de Roka.
Les gens du pays croient que la montagne est maudite et les autorités n'y permettent pas d'expéditions. C'est pourquoi ils se glissent furtivement dans la jungle pour voir si c'est là qu'il est allé. Finalement ils se rendent sur l'île et, après avoir affronté l'hostilité d'anacondas, d'alligators et de tarentules, ils rencontrent un autre explorateur du nom de Manola (Claudio Cassinelli), qui demeure dans le camp d'une mission d'exploration proche et qui accepte de se joindre à eux dans leur expédition.
L'affaire se complique pourtant, quand il apparaît bientôt que chacun d'entre eux a ses raisons à lui de venir dans l'île et l'on constate que le mari de Susan n'en fait jamais partie. Susan et Arthur sont secrètement à la recherche des gisements d'uranium et Foster de son côté révèle qu'il n'est venu là que parce quelques années plus tôt il avait été sur l'île et avait été fait prisonnier par une tribu de primitifs cannibales nommés les Pukas. Il n'est donc revenu que pour voir s'ils existent encore et les exterminer.
À peine arrivés sur la montagne, ils sont capturés par les indigènes que Foster avait décrits et emmenés à leur camp. Là ils trouvent les primitifs en train de vénérer les restes du mari de Susan car ils peuvent entendre le tic-tac de son compteur Geiger et croient que c'est son cœur qui bat encore. Par la suite Susan est épargnée, tandis que les cannibales festoient avec de la chair humaine et de la chair de reptile. Susan est entièrement déshabillée, attachée et couverte de boue par deux filles indigènes qui veulent ainsi la transformer en déesse. Manola est attaché et torturé, pendant que les autres sont transformés en « plat du jour ». Susan et Manolo finissent par s'échapper sains et saufs.
La version présentée sans coupures en Europe est un film de cannibales et présente des scènes de violence gratuite contre des animaux. On y voit un varan vidé de ses entrailles et un singe dévoré vivant par un python, même si tout cela paraît bien pâle par rapport à des scènes analogues de Cannibal Ferox et Cannibal Holocaust et le directeur, Sergio Martino, admet qu'il n'a introduit de tels détails que sur l'insistance des distributeurs.

## Fiche technique
- Titre original italien : La montagna del dio cannibale
- Titre français : La Montagne du dieu cannibale
- Réalisation : Sergio Martino
- Scénario : Sergio Martino et Cesare Frugoni
- Production : Dania Film et Medusa Produzione
- Musique : Guido De Angelis et Maurizio De Angelis
- Montage : Eugenio Alabiso
- Décors : Massimo Antonello Geleng
- Costumes : Luca Sabatelli
- Pays de production :  Italie
- Format : Couleurs - 1,66:1 - Mono - 35 mm
- Genre : Aventure, horreur
- Durée : 103 minutes
- Dates de sortie : 
  - Allemagne de l'Ouest : 25 mai 1978
  - France : 12 juillet 1978
  - Italie : 10 août 1978

## Distribution
- Ursula Andress : Susan Stevenson
- Stacy Keach : Edward Foster
- Claudio Cassinelli : Manolo
- Antonio Marsina : Arthur Weisser
- Franco Fantasia : Moses
- Lanfranco Spinola : Burns
- Carlo Longhi : Le pilote

## Autour du film
- Le tournage s'est déroulé à Rome, au Sri Lanka et en Malaisie.
- Les massacres d'animaux sont réels.
- La Montagne du dieu cannibale s'inspire du roman Les Mines du roi Salomon.

## Source de la traduction
- (en) Cet article est partiellement ou en totalité issu de l’article de Wikipédia en anglais intitulé « The Mountain of the Cannibal God » (voir la liste des auteurs).